# Baltic Chain Tour 2014
De Baltic Chain Tour 2014 was de 25ste editie van de rittenkoers door de Baltische staten, ze werd van 20 tot 24 augustus gehouden. De ronde maakte deel uit van de UCI Europe Tour 2014.

## Etappe-overzicht
| etappe | datum       | type       | start    | finish    | afstand  | winnaar              | ploeg              | leider               |
| ------ | ----------- | ---------- | -------- | --------- | -------- | -------------------- | ------------------ | -------------------- |
| 1e     | 20 augustus | Vlakke rit | Vilnius  | Panevėžys | 184.5 km | Mychajlo Kononenko   | Kolss Cycling Team | Mychajlo Kononenko   |
| 2e     | 21 augustus | Heuvelrit  | Riga     | Sigulda   | 157.7 km | Ivan Balykin         | Team RusVelo       | Clemens Fankhauser   |
| 3e     | 22 augustus | Vlakke rit | Valmiera | Pärnu     | 164.5 km | Mychajlo Kononenko   | Kolss Cycling Team | Mychajlo Kononenko   |
| 4e     | 23 augustus | Heuvelrit  | Pärnu    | Viljandi  | 165.4 km | Mathieu van der Poel | BKCP-Powerplus     | Mathieu van der Poel |
| 5e     | 24 augustus | Vlakke rit | Viljandi | Tallinn   | 179.6 km | Phil Bauhaus         | Team Stölting      | Mathieu van der Poel |